# Club Deportivo Wanka
El Club Deportivo Wanka fue un club de fútbol del Perú, de la ciudad de Huancayo en el Departamento de Junín. Fue fundado el 26 de octubre de 1969 y actualmente no participa en ninguna competición nacional de fútbol.

## Historia

### Club Ovación Miraflores
Un 26 de octubre de 1969 en el añejo Barrio de Miraflores en Chimbote se fundaba el Club Ovación Miraflores. Nadie presagiaba hasta ese momento que aquel modesto equipo de una humilde calle del puerto llamado Ovación Miraflores llegaría con el tiempo a protagonizar una de las historias más espectaculares del fútbol peruano.

### Club Ovación SIPESA
Posteriormente y ya militando en la primera división chimbotana, se acudió al apoyo de una de las más importantes organizaciones pesqueras del medio, el Sindicato Pesquero del Perú S.A. (SIPESA). El 26 de enero de 1981 se materializó la fusión cambiando el nombre por el Club Ovación SIPESA e impulsando una serie de programas de cooperación y esfuerzos de todos los que conforman la institución
20 años después de su fundación, el club comienza a cosechar triunfos obteniendo de manera consecutiva los títulos distritales, provinciales y departamentales, hasta coronarse en 1991, campeón regional, logrando con esto participar en el Torneo Zonal 1992.

### Club Deportivo SIPESA
Durante su participación en el torneo zonal 1992 culminó primero en el norte y clasificó al zonal nacional del cual se coronó campeón y logró su ansiado ascenso a la categoría de honor 1993 y un cupo a la liguilla Pre Libertadores-Conmebol; ya como Club Deportivo SIPESA lograría una de las hazañas más grandes en su historia al clasificar a la Copa Conmebol de 1993 tras quedar en 2do lugar en la Liguilla dejando en el camino a Alianza Lima, Sport Boys,  Melgar y Cienciano. 
Su campaña en el certamen continental 1993 fue aceptable llegando hasta la segunda ronda del mismo donde fue eliminado por el club brasileño Atlético Mineiro.

### Club Deportivo Pesquero
El 6 de febrero de 1996, debido a que el sindicato pesquero quitó su apoyo económico al club, este cambió su nombre a Club Deportivo Pesquero. En aquella temporada y bajo la batuta de Roberto Challe, hizo debutar en la primera división al entonces juvenil atacante Claudio Pizarro, en un encuentro ante Alianza Lima disputado en el Estadio Manuel Gómez Arellano de la ciudad de Chimbote. Sus temporadas del Deportivo Pesquero en la élite profesional fueron muy exitosas a excepción de la edición de 1999 en que terminó penúltimo y debió revalidar su permanencia frente al América Cochahuayco.

### Club Deportivo Wanka
A inicios del año 2000 (1 de febrero del 2000) y debido a la falta de apoyo por parte del pueblo chimbotano, trasladó su sede a la ciudad de Huancayo y con el deseo de contar con el apoyo del pueblo huancaíno cambió su nombre a Club Deportivo Wanka. El equipo despertó controversia en 2004 cuando cambió su sede a Cerro de Pasco, la ciudad más alta del mundo, y casi con toda seguridad el lugar más alto del mundo para el fútbol profesional con una altitud de 4380 m. s. n. m. y muy por encima del punto en el que la altura se convierte en un problema. Sus opositores criticaron el cambio de sede aduciendo que de esta manera pretendían evitar el descenso, además de no poder aceptar las condiciones en que hacían jugar a sus rivales, con lluvia incluyendo el granizo, y una carencia del oxígeno en la altitud. 
Ese mismo año, el Deportivo Wanka descendió por un cambio en las reglas de juego del torneo, lo que fue considerado como un atropello. La dirigencia no bajó los brazos y denunció penalmente a la Federación Peruana de Fútbol y a su presidente, Manuel Burga Seoane por el delito de estafa y asociación ilícita para delinquir, lo que le significó ser desafiliado de toda competencia nacional e internacional. Sin embargo a mediados del 2008, el Tribunal Constitucional del Perú con sentencia recaída en el expediente 03574-2007-PA/TC  declaró sin efecto la resolución.

## Nombres del club
| Años      | Nombre completo         | Nombre simple      | Nombre simplificado |
| --------- | ----------------------- | ------------------ | ------------------- |
| 1969-1981 | Club Ovación Miraflores | Ovación Miraflores | Miraflores          |
| 1981-1992 | Club Ovación SIPESA     | Ovación SIPESA     | SIPESA              |
| 1992-1995 | Club Deportivo SIPESA   | Deportivo SIPESA   | SIPESA              |
| 1996-2000 | Club Deportivo Pesquero | Deportivo Pesquero | Pesquero            |
| 2000-2004 | Club Deportivo Wanka    | Deportivo Wanka    | Wanka               |

## Uniforme
- Uniforme titular: Camiseta verde, pantalón verde, medias blancas.
- Uniforme alternativo: Camiseta blanca, pantalón blanco, medias blancas.

### Evolución del uniforme Ovación-Sipesa
| 1969-1991 Principal 1 | 1969-1992 Principal 2 | 1969-1992 Principal 3 | 1969-1992 Alterno 1 | 1969-1992 Alterno 2 |  |  |

### Evolución del uniforme Deportivo Sipesa
| 1992-1996 Principal 1 | 1992-1996 Principal 2 | 1992-1996 Principal 3 | 1992-1996 Principal 4 | 1992-1996 Alterno 1 | 1992-1996 Alterno 2 | 1992-1996 Alterno 3 | 1992-1996 Alterno 4 |  |

### Evolución del uniforme Deportivo Pesquero
| 1996-2000 Principal 1 | 1992-1996 Principal 2 | 1996-2000 Principal 3 | 1996-2000 Principal 4 | 1996-2000 Principal 5 |  |

| 1996-2000 Alterno 1 | 1992-1996 Alterno 2 | 1996-2000 Alterno 3 | 1996-2000 Alterno 4 | 1996-2000 Alterno 5 |  |

### Evolución del uniforme Deportivo Wanka
| 2000-2004 Principal 1 | 2000-2004 Principal 2 | 2000-2004 Principal 3 | 2000-2004 Principal 4 | 2000-2004 Principal 5 |  |

| 2000-2004 Alterno 1 | 2000-2004 Alterno 2 | 2000-2004 Alterno 3 | 2000-2004 Alterno 4 | 2000-2004 Alterno 5 |  |

## Estadio
Cuando el club tenía su sede en Chimbote, jugaba sus partidos como local en el Estadio Manuel Gómez Arellano, pero al cambiar su sede a Huancayo jugaba sus partidos como local en el Estadio Huancayo, pero cuando cambió su sede a Cerro de Pasco jugaba sus partidos como local en el Estadio Daniel Alcides Carrión.

## Datos del club
- Mayor goleada conseguida:
  - En campeonatos nacionales de local:
  - En campeonatos nacionales de visita:
  - En campeonatos internacionales de local: SIPESA 3:2  Emelec (24 de agosto de 1993)
  - En campeonatos internacionales de visita: Ninguno
- Mayor goleada recibida:
  - En campeonatos nacionales de local:
  - En campeonatos nacionales de visita:
  - En campeonatos internacionales de local: SIPESA 1:1  Atlético Mineiro (22 de agosto de 1993)
  - En campeonatos internacionales de visita:  Atlético Mineiro 1:0 SIPESA (12 de agosto de 1993) /  Emelec 1:0 SIPESA (12 de agosto de 1993)
- Mejor participación internacional: Cuartos de final (Copa Conmebol 1993)
- Participaciones internacionales:
  - Copa Conmebol (1): 1993.

## Entrenadores
- José Carlos Amaral (1992), Campeón Copa Perú 1992
- Moisés Barack (1993)
- Ramón Quiroga (1993)
- Cayetano Ré (1994)
- Miguel Ángel Arrué (1994-1995)
- Roberto Chale (1995-1996)
- Luis Reyna Navarro (1996)
- Roberto Arrelucea (1996-1997)
- Ramón Mifflin (1997-1999)
- Tito Chumpitaz (1999)
- Roberto Mosquera (2000)
- César Cubilla (2000)
- Freddy Bustamante (2000)
- Roberto Mosquera (2001-2002)
- José Torres (2002)
- Medardo Arce (2002-2003)
- César Cubilla (2004)
- Edgar Ospina (2004)

## Rivalidades
Tanto como el Deportivo Sipesa y como el Deportivo Pesquero, se enfrentó tanto en la Copa Perú y posteriormente en la profesional con el José Gálvez en el Clásico chimbotano. Luego en el duelo porteño con el Sport Boys.
Posteriormente como Deportivo Wanka, mantuvo las rivalidades futbolísticas, de los equipos de la capital y del primer puerto (sin embargo, ya no se denominaba duelo porteño). Surgió nuevas rivalidades con equipos que jugaban en altura al igual que el Wanka. Así tenemos: Cienciano, Melgar y Unión Minas (por la estrecha rivalidad futbolística de muchos años, originados en la Copa Perú, entre los equipos de  Huancayo (Junín), Cerro de Pasco, Cuzco y Arequipa).

## Nota de clubes relacionados

### Ovación Miraflores/Sport Ovación Miraflores
El Club Ovación Miraflores se refunda con el nombre de Sport Ovación Miraflores en 2006. En mismo año asciende de la Segunda a la Primera Distrital de Chimbote. Desde el 2007  mucho años hasta a la actualidad, el club participa en varias temporadas en la Liga Distrital de Chimbote y  Liga Provincial de Santa. El club es el sucesor de Ovación Miraflores. El club fue formado por ex digirentes Ovación-Sipesa que se independizaron del Deportivo Wanka. En 2016, Ovación Miraflores subcampeona la Serie B y clasifica a la liguilla, que posteriormente es eliminado. En el año 2017, el club se posiciona en el cuarto puesto de la Serie A. Para la temporada 2018, el club logra la tercera posición de la Serie A de la liga. El club reanude el Clásico Chimbotano con el José Gálvez, a su vez, hereda el Duelo Porteño con el Sport Boys Association.
- Sport Ovación Miraflores Facebook.
- Facebook N.º 2.
- Liguilla de Clasificación Provincial 2009.
- Ovación Miraflores vs Francisco Riós, 2011.
- Ovación Miraflores 4-3 Deportivo Los Álamos, 2014.
- Liga Distrital de Chimbote 2016.
- Liguilla de Clasificación Provincial 2016.
- Liga Distrital de Chimbote 2017.
- Liga Distrital de Chimbote 2018.
- Oviación Miraflores 2-2 Turrys  2018.

#### Uniforme Ovación Miraflores/Sport Ovación Miraflores 2006 al presente
| Titular 1 | Titular 2 | Titular 3 | Titular 4 | Titular 5 | Titular 6 | Titular 7 | Titular 8 | Titular 9 |  |

### Academia Sipesa/Sipesa F.C.
Adicionalmente, en el 2007, se forma la Academia Sipesa. Este está formado por exdirigentes y jugadores del club histórico. Campeonó la segunda división en el mismo año y asciende a la primera distrital del siguiente año. En la actualidad viene particando en la Liga Distrital de Nuevo Chimbote. La indumentaria e insignia del club, inicialmente era diferentes al cuadro tradicional. Sin embargo, para el periodo 2018, adoptan los mismos diseños del cuadro histórico. Luego, modificó el nombre del equipo a Sipesa F.C.. En el mismo año, fue campeón de la Serie B. Asciende desde Liga Provincial de Santa, Departamental de Ancash, hasta la Etapa Nacional. Durante la Etapa Provincial, realiza una goleada histórica por 15-0 al club 28° Julio del distrito de Coishco.  
Enfrenta nuevamente al Sport Áncash Fútbol Club, generando una rivalidad. En la fecha 03, de la primera fase pierde de visita por 1-3. Sin embargo, devuelve la goleada de local en la fecha 04 por 3-1, eliminando al Sport Áncash Fútbol Club. Este club también es heredero del cuadro histórico chimbotano.  También mantiene el Clásico Chimbotano con José Gálvez F.B.C.. Para la temporada 2019, el club utiliza las denominaciones como Sipesa F.C., Academia Sipesa y/o simplemente Sipesa.
- Sipesa/Academia Sipesa.
- Sipesa Oficial Facebook.
- Academia Sipesa 2007-2017 Facebook.
- Sipesa vs Sport Ancash.
- Sipesa golea 3 -1 Sport Ancash.
- Liga Distrital de Nuevo Chimbote 2018.
- Liga Distrital de Nuevo Chimbote 2017.
- Liga Distrital de Nuevo Chimbote 2016.
- Liga Distrital de Nuevo Chimbote 2009.
- Sipesa F.C. Nuevo Proyecto.
- Etapa Provincial 2018 - Goleada.

#### Uniforme Academia Sipesa 2007 al 2017
| Titular 1 | Titular 2 | Titular 3 | Titular 4 | Titular 5 | Titular 6 | Titular 7 | Titular 8 | Titular 9 |  |

#### Uniforme Sipesa F.C. 2017/2018 al presente
| Titular 1 | Titular 2 | Titular 3 | Titular 4 | Titular 5 | Titular 6 | Titular 7 | Titular 8 | Titular 9 |  |

### Deportivo Unión Pesquero/Unión Pesquero
El Deportivo Unión Pesquero de Chimbote, es un club de fútbol fundado en el 2006 y  formado por dirigentes del Deportivo Pesquero, que se separaron del Deportivo Wanka. Este club es la continuación del legado del Deportivo Pesquero. Deportivo Unión Pesquero diseñó una insignia propia y diferente al del Deportivo Pesquero, a su vez, la indumentaria varía al paso de los años. El club se afilia en el 2006, a la Segunda División de Chimbote, donde logra campeonar. Gracias a la buena campaña, sube a la primera división de la liga, del año 2007. Actualmente el club viene participando en la Liga Distrital de Chimbote. En el 2014, logra posicionarse en la cuarta casilla de la Serie A.  En el 2016, cambia su denominación a Club Unión Pesquero. En la misma temporada 2016, el club golea por 5-0 a la Academia José Gálvez y se ubica en la tercera posición de la Serie A. Al siguiente año, Unión Pesquero salva la categoría. 
Sin embargo, para el periodo 2018, pierde la categoría de la Serie B, descendiendo a la Segunda División de Chimbote. El club Unión Pesquero hereda la rivalidad y Clásico Chimbotano frente al club José Gálvez F.B.C.. También el Duelo Porteño frente al Sport Boys del Callao. La visión de la institución, es hacer que Pesquero, retorne al balompié profesional. El club está participando en la Segunda División de Chimbote del presente año (2019). Esperan lograr el ascenso a la Primera Distrital de Chimbote del 2020.
- Facebook:Unión Pesquero.
- Nota Prensa 2015.
- Primera División Distrital de Chimbote 2018.
- Primera División Distrital de Chimbote 2017.
- Primera División Distrital de Chimbote 2016.
- Primera División Distrital de Chimbote 2014.
- Primera División Distrital de Chimbote 2013.
- Deportivo Unión Pesquero vs Ovación Miraflores 2012.
- Primera División Distrital de Chimbote 2009.
- Derrota 7-0 frente Kallpa, 2018 Archivado el 22 de noviembre de 2018 en Wayback Machine..
- Deportivo Unión Pesquero vs José Gálvez 2016.
- Deportivo Unión Pesquero vs U. San Pedro 2018.

#### Uniforme Unión Pesquero 2006 al presente
| Titular 1 | Titular 2 | Titular 3 | Titular 4 | Titular 5 | Titular 6 |  |

| Titular 7 | Titular 8 | Titular 9 | Titular 10 | Titular 11 |  |

## Nota de clubes no relacionados

### Ovación-Sipesa de Piura F.C.
Inicialmente se funda en el 2021, con el nombre Escuela de Formación Deportiva Ovación-Sipesa F.C. de Piura. Sin embargo para el 2022 modifica su nombre a Club Deportivo Ovación-Sipesa F.C. Piura (también Club Ovación-Sipesa ó Club Sipesa F.C. Piura). Es un club formado por simpatizantes piuranos del club histórico original. Se dedica en la formación de jugadores de categorías juveniles. A su vez, participa en torneos como Copa Asociación APF y otros torneos de categorías inferiores.
No se descarta que el club pueda afiliarse alguna liga distrital de Piura y comenzar su rumbo dentro de la Copa Perú. La camiseta del club tiene el aspecto al histórico, pero el emblema es totalmente diferente.
- Facebook: Ovación-Sipesa F.C. Piura.
- Copa Asociación APF 2022.

#### Uniforme Deportivo Ovación-Sipesa F.C. 2021 al presente
| Titular 1 | Titular 2 | Titular 3 | Alterno 1 | Alterno 2 | Alterno 3 |  |

### Varios clubes con el nombre Deportivo Pesquero
En la actualidad existen varios equipos que llevan el nombre del Deportivo Pesquero pero sin tener relación alguna con el histórico chimbotano. Entre ellos tenemos al Deportivo Pesquero F.C. de Moyobamba, al Deportivo Pesquero III del distrito de Pachacutec (Callao), al Deportivo Pesquero Nueva Temporada 2008 de Villa el Carmen, del distrito de Independencia, entre otros. En la mayoría de casos, cada uno participa en su liga distrital de procedencia.

## Palmarés

### Torneos nacionales
- Torneo Zonal (1): 1992.
- Subcampeón del Torneo Intermedio (1): 1993

### Torneos regionales
- Liga Departamental de Áncash: 1990.

## Curiosidad en su nombre
En 2006, se supo que las camisetas del Deportivo Wanka se habían convertido en un artículo de colección de culto para los fanáticos del fútbol británico, con más de 1000 camisetas vendidas en el espacio de unas pocas semanas. La palabra británica wanker (en inglés) que en realidad es una jerga, y que al traducirla al español significa "uno que se masturba", suena como [wanka] cuando se dice con un acento británico (no rótico). The Sun citó a un portavoz del club diciendo: "Es muy extraño. Todo el mundo en el Reino Unido parece pensar que tenemos un nombre divertido".